# TDF
Pour les articles homonymes, voir TDF (homonymie).
 (décembre 2016).
Si vous disposez d'ouvrages ou d'articles de référence ou si vous connaissez des sites web de qualité traitant du thème abordé ici, merci de compléter l'article en donnant les références utiles à sa vérifiabilité et en les liant à la section « Notes et références ».
 (décembre 2016).
TDF, en forme longue Télédiffusion de France, est un opérateur d'infrastructure et une entreprise du secteur numérique et audiovisuel. L'entreprise exploite particulièrement la diffusion radio (notamment la FM et le DAB+), la télévision numérique terrestre, la couverture très haut débit mobile et le déploiement de la fibre optique. L'opérateur est principalement connu pour détenir et exploiter des sites de radiodiffusion et de télédiffusion.

## Historique

### Télédiffusion de France (1975-1987)
En 1975, l'Office de radiodiffusion-télévision française (ORTF) est divisé en :
- Quatre sociétés nationales de programmes : Radio France, TF1, Antenne 2 et FR3 ;
- Trois établissements publics à caractère industriel et commercial (EPIC) :
  - la Société française de production (SFP), chargée de la production et de la création audiovisuelle ;
  - l'Institut national de l'audiovisuel (INA), chargée de la recherche et de la sauvegarde audiovisuelle ;
  - Télédiffusion de France (TDF), chargée de la gestion des émetteurs et de la diffusion.

Formé à partir du regroupement de la régie de diffusion et de la direction de l'action technique de l'ancien office, l'organisme chargé de la diffusion prend le nom de Télédiffusion de France, appelé couramment TDF, qui à sa naissance est dotée d'un réseau de liaisons hertziennes long de 38 000 km et d'un important parc immobilier.
Dès le 6 janvier 1975, Télédiffusion de France hérite du principal chantier en cours des services techniques de l'ancien Office, l'achèvement de l'installation du réseau TV-3 (FR3). À la fin de l'année 1975, TDF lance le chantier du nouveau réseau TV-1 en 625 lignes SECAM (TF1 Couleur) sur la bande UHF qui aura coûté 400 millions de francs français. En radiodiffusion, Télédiffusion de France termine l'installation des émetteurs FM de Radio France, tout en intervenant, à partir de 1977, contre l'arrivée des nouvelles radios pirates. En application de la loi qui pose le principe d'un monopole d'État (contourné par les radios dites périphériques qui émettent en dehors du territoire national), Télédiffusion de France est chargée du brouillage et du contrôle du spectre hertzien de la modulation de fréquence sur le territoire français.
Au cours du mois de septembre 1975, le gouvernement a décidé que la coloration de la première chaîne se ferait par duplication du premier réseau et approuvé le projet de réalisation qui prévoit l'échelonnement des mises en service de fin décembre 1975 à décembre 1983. Jusqu'à présent le programme s'est déroulé selon les prévisions initiales tant sur le plan des autorisations d'engagement que des mises en service des émetteurs, toutefois des rabais importants obtenus auprès des fournisseurs ont permis d'anticiper des commandes d'achat d'émetteurs. Il serait donc possible d'accélérer dans une certaine mesure, à partir de 1978. Le programme des réalisations de façon à avancer substantiellement la date d'achèvement de ce réseau. Le projet d'accélération a été soumis aux Autorités de tutelle. Le montant des engagements prévus dans le projet de budget pour 1978 s'élève à 85,65 millions de francs. En 1977, sont inscrits 78,43 millions de francs.
En 1977, la politique menée par l'Établissement public de diffusion et projetée en 1978 est particulièrement caractérisée par la continuité dans la réalisation des objectifs décidés antérieurement et qui sont pour l'essentiel : l'achèvement en 1977 du programme de mises en service d'émetteurs nouveaux du troisième réseau de télévision, la poursuite de la résorption progressive des zones d'ombre, la continuation du programme de coloration par duplication du premier réseau de télévision[pas clair], l'amélioration des conditions d'écoute dans le Sud-Est et la Corse, en radiodiffusion sonore en modulation d'amplitude et la poursuite des programmes de couverture en radiodiffusion sonore en modulation de fréquence.
Au début de l'année, huit émetteurs sont mis en service sur le réseau 1 Bis TF1 :
- Mantes (Maudétour), le 8 avril ;
- Amiens (Saint-Just-en-Chaussée), le 7 mai ;
- Paris (Tour Eiffel définitif à 50 kW), le 8 juin ;
- Abbeville (Limeux), le 18 juin ;
- Dunkerque (Mont des Cats), le 8 juillet ;
- Niort (Maisonnay), le 4 août ;
- Boulogne (Mont Lambert), le 5 août ;
- Lyon (Mont Pilat), le 31 août.

Durant l'année, neuf émetteurs sont mis en service sur le réseau FR3 :
- Chaumont (Chalindrey), le 15 mars ;
- Morteau (Montlebon), le 31 mars ;
- Autun (Bois-du-Roi) , le 19 avril ;
- Chartres (Montlandon), le 7 mai ;
- Ajaccio (Coti Chiavari), le 18 juin ;
- Bastia (Serra di Pigno), le 18 juin ;
- Porto-Vecchio (Col de Mela), le 30 juin ;
- Corte (Antisanti), le 1er août ;
- Champagnole (Le Bulay), le 31 août.

Quant aux réseaux de modulation de fréquence, de nouveaux émetteurs ont été installés à Verdun, Mende et Vittel.
Dans le but d'améliorer et de compléter la desserte de l'émetteur ondes longues d'Allouis dans le Sud-Est et en Corse où la réception s'est dégradée depuis la mise en service, à Roumoules (Alpes-de-Haute-Provence), trois grandes opérations d'équipement sont menées par Télédiffusion de France. Deux opérations sont mises en œuvre, l'une concernant la mise en place d'un nouvel émetteur onde moyenne de 600 kilowatts (deux fois 300 kilowatts couplés) au Réaltor, près de Marseille, représentant le premier émetteur de 300 kilowatts mis en exploitation en novembre 1977. L'autre pour la réalisation du programme d'équipement de la Corse en ondes Moyennes entre 1976 et 1979, comportant la réalisation deux émetteurs de 20 kilowatts et 40 kilowatts à Ajaccio et deux émetteurs de 
20 kilowatts pour la ville de Bastia et des régions de Porto-Vecchio et d'Aléria. Ces deux derniers ne seront jamais activés. Ces deux émetteurs diffusent les programmes de France Inter et de France Culture.
Fin 1976, des émetteurs de 20 kilowatts à Ajaccio et à Bastia ont été installés à la place des émetteurs de 8 kilowatts. En 1978, il est prévu la mise en service des deuxièmes émetteurs de 40 kW d'Ajaccio et de 20 kilowatts de Bastia.
Avec l'arrivée de la gauche au pouvoir en mai 1981, se développe alors une situation favorable à la multiplication des « radios libres ». La première loi (Radio Libre) du 9 novembre 1981 (no 81-994), proclame cette liberté. La deuxième loi (sur la Radio Libre) du 29 juillet 1982 (no 82-652), proclame cette « liberté audiovisuelle » et tente de l'encadrer (donc de la restreindre, au vu de la quantité limitée de fréquences disponibles, notamment dans la bande FM). Ces changements sont accompagnés de la création du FSER (Fonds de soutien à l'expression radiophonique).
Le gouvernement Mauroy décide la reconversion de l'ancien Réseau TV-1 819 lignes sur la bande VHF que TDF est chargé de transformer en Réseau TV-4 au standard 625 lignes pour la diffusion d'une nouvelle chaîne de télévision, qui est attribué sur décision personnelle de François Mitterrand au groupe Havas, pour la création de Canal+, le 4 novembre 1984.
Édifiée de 1982 à 1986 sur la commune des Lilas pour prendre le relais des Buttes-Chaumont, la tour de Romainville constitue, sur le plan de son architecture comme sur celui de nombreuses activités qu’elle abrite, un symbole spectaculaire de l’adaptation continue de TDF aux défis techniques.
TDF se dote d’un nouveau centre de recherche dans le domaine de la radiodiffusion. Il va permettre de compléter le potentiel de recherche dont dispose alors l’établissement public au Centre d’études et de recherche d’Issy-les-Moulineaux (Cerim) et celui qu’il partage avec le CNET au CCETT, à Rennes. Après avoir envisagé plusieurs sites, la ville de Metz est choisie par TDF, en avril 1984, pour implanter le nouveau centre, baptisé, Centre d'études et de recherche de Lorraine (Cerlor).
Étroitement associée au Plan Câble lancé en janvier 1984, TDF put mettre ses compétences au service de nouveaux partenaires, particulièrement dans le domaine des études préalables et de la construction de têtes de réseau.
En mai 1986, Télédiffusion de France diffuse les quatre radios périphériques RTL, Europe 1, RMC et Sud Radio sur ses émetteurs, mais aussi les deux nouvelles chaînes que le gouvernement Fabius vient d'attribuer à La Cinq et à TV6 (France) qui disparaît en 1987 au profit de M6.

### TDF SA (1987-2004)
En juin 1987, Télédiffusion de France change de statut et devient une société anonyme, afin de supprimer le financement de TDF par une partie de redevance audiovisuelle et permettre à la société de s'ouvrir à des investisseurs privés. Cette rupture succède à l'adoption d'une démarche commerciale vers 1983-1984, mais est due à la loi du 30 septembre 1986 relative à la liberté de communication, dite « loi Léotard » (qui aboutira à la CNCL puis à la création du CSA).
En 1991, le groupe France Télécom détient 100 % du capital de Télédiffusion de France SA et associe à partir de 1996 ses activités avec celle de Globecast au sein de la Division des entreprises audiovisuelles.
En 1993, l'inauguration de la 1re antenne Alliss avec le 1er système avec émetteur intégré baptisé « Volga » pour RFI est effectué. Plus souple et plus économique, le nouveau système symbolise alors la collaboration réussie d'une industrie (Thomson), d'une société de radio (RFI) et d'un opérateur de réseau (TDF) pour répondre à une mission d'intérêt général : développer l'action radiophonique internationale de la France. Elles améliorent la réception et apportent à la diffusion ondes courtes puissance, précision et souplesse d'utilisation. Le programme Alliss s'est achevé en 1997 avec la réalisation de 12 antennes.
Le 14 septembre 1998, TDF a lancé la première expérimentation en taille réelle de télévision numérique terrestre à Rennes. Le signal de démarrage a été donné depuis Paris par la Ministre de la Culture et de la communication, Catherine Trautmann, le secrétaire d'État à l'Industrie et Bruno Chetaille.
Le 2 février 1999, TF1 a signé un protocole afin de mener des expérimentations sur la plate-forme. Le multiplex diffusé comprend les cinq programmes suivants : TF1, TF1 16/9, LCI, Odyssée et Shopping Avenue. Le 19 février, France 2 et France 3 ont signé deux protocoles d'accord pour des expérimentations sur le deuxième multiplex. Ces dernières devraient débuter courant avril, une fois toutes les autorisations délivrées. Outre les programmes de France 2 et France 3 Sat, ce multiplex diffusa France 2.2 (certains programmes de France 2 à des heures décalées) ainsi qu'une compilation des programmes régionaux de France 3. Il servira également à expérimenter Teleweb, le service de vidéo à la demande de France 3. Le 16 mars, le CSA a accordé à TDF un prolongement, pour 9 mois, de l'autorisation de diffusion du premier multiplex sur la plate-forme Bretagne. Le 20 avril, le CSA a accordé à TDF l'autorisation de diffusion d'un deuxième multiplex sur la plate-forme Bretagne. TF1 et France Télévision occuperont ainsi, pour une durée de trois mois, un multiplex chacun. Le 21 avril, TDF a débuté la diffusion du multiplex de TF1 sur la plate-forme Bretagne avec les programmes en clair TF1, TF1 16/9es, Odyssée et LCI. Le 21 avril, Arte/La Cinquième a signé avec TDF le protocole d'expérimentation pour la plate-forme Bretagne. Arte/La Cinquième occupera donc un multiplex à partir de septembre 1999 et pourra ainsi tester ses programmes et services en numérique terrestre. Le 26 avril, TDF a démarré, en clair, la diffusion du multiplex occupé par France Télévision, avec le programme national de France 2, le programme de France 3 dans son édition régionale de Rennes, le programme « France 3 Ouest » et bientôt le programme France 2.2.
En 2002, France Télécom cède Télédiffusion de France SA à un consortium privé, à la suite des déboires de France Télécom dans le rachat de la société anglaise Orange, et sur injonction directe des autorités de la concurrence de la Commission Européenne. L'actionnariat de TDF est alors composé de CDC Equity Capital et Charterhouse, de la Caisse des dépôts et consignations (France) et de France Télécom.

### TDF (depuis 2004)
En 2004, TDF perd ses monopoles sur la radiodiffusion et la télédiffusion privée (depuis 1986), ainsi que la radiodiffusion et la télédiffusion analogique publique. Le 8 novembre, France Télécom cède l'intégralité de sa participation résiduelle dans Télédiffusion de France SA aux autres actionnaires. Le groupe français de télécommunications investit directement[réf. souhaitée] sur la télévision par ADSL, concurrente directe de la diffusion hertzienne. La même année, l'appellation juridique de l'entreprise devient TDF.
En 2005, TDF perd son monopole de diffuseur du service public, pour permettre une concurrence loyale de TDF envers ses adversaires, comme la filiale de NRJ, Towercast. À la suite d'un appel d'offres lancé par Radio France pour une partie de ses fréquences FM, et sous l'impulsion de la tutelle de l'État, qui entend prouver que la concurrence existe bien sur ce marché, une importante proportion d'entre elles est attribuée à Towercast (NRJ Group), le principal concurrent français de TDF.
En 2006, profitant de la vente par Apax Partners d'un bloc de contrôle, TDF rachète la société Antalis-TV, troisième société de diffusion en France (après TDF et Towercast) de la TNT, qui a été créée par Xavier Gouyou-Beauchamps. En septembre, TDF annonce une recomposition importante de son capital, avec l'arrivée du fonds d'investissement américain Texas Pacific Group dans l'actionnariat avec 42 % du capital,.
À l'automne 2007, TDF rachète Antenna Hungaria (l'organisme de télédiffusion hongrois), ancienne filiale de Swisscom et T-Systems Media & Broadcast, filiale du géant allemand des télécoms Deutsche Telekom. Ces deux acquisitions renforcent TDF dans sa position en Europe occidentale. La même année TDF rachète 24 tours audiovisuelles de l'opérateur néerlandais KPN (exploitées par une filiale nommée Alticom).
Durant l'été 2008, TDF rachète le diffuseur Emettel, spécialiste de la diffusion des télévisions locales.
En janvier 2010, trois des quatre principales organisations syndicales de TDF ont signé un accord portant sur la mise en œuvre prioritaire d'un plan de départs volontaires de 650 emplois. TDF croule alors sous les dettes. À la suite de ces évènements, Olivier Huart devient le PDG de TDF France en février, secondé temporairement par Patrick Puy comme DG. Olivier Huart conduit une restructuration en profondeur en conséquence du passage de la TV analogique à la TV numérique. Durant l'année, au terme d'un appel d'offres lancé par la mairie de Paris, pour le renouvellement de l'utilisation du sommet de la tour Eiffel, TDF s'est vu renouveler son contrat d'occupation au détriment de Towercast qui convoite cette position stratégique de la région parisienne. Le 30 novembre, le groupe TDF lance son projet TDF 3.0 « Transcending Digital Frontiers » dont le but est de transformer et d'enrichir la nature des offres dédiées à l'audiovisuel, au multimédia et aux télécommunications, via des solutions réseaux innovantes. Le groupe a prévu un investissement de 2 milliards d'euros pour les dix prochaines années, dont 500 millions pour les deux prochaines années. .
Le 7 juin 2011, le groupe TDF cède Alticom à Infracapital, fonds d'investissement de M&G Investments,.
En 2012, TDF et France Télévisions lancent une nouvelle offre nommée SALTO, les détenteurs de récepteur ad hoc disposent de services de VoD (vidéo à la demande), télévision de rattrapage ou encore transmission d’événements en 3D.
Le 30 juin 2016, TDF annonce le rachat d'Itas TIM, opérateur d'antennes TV, il élimine donc un de ses derniers concurrents sur le marché français et affiche ainsi un quasi-monopole sur ce marché ; cet achat est finalisé le 13 octobre 2016. Towercast, la filiale de NRJ Group devient l'unique concurrent de TDF dans la télédiffusion.
En 2017, TDF compte 2 300 clients, qui sont essentiellement :
- les chaînes de télévision (diffusion numérique auparavant : analogique) ;
- les producteurs de multimédias ;
- les stations de radio (diffusion analogique et numérique, traitement du son, etc.) ;
- les opérateurs télécoms (prestations d’accueil sur site, datacenters, de maintenance, de mesures, etc.) ;
- les réseaux ferrés ;
- des collectivités locales (aménagement numérique des territoires) ;
- des institutionnels.

## Activités

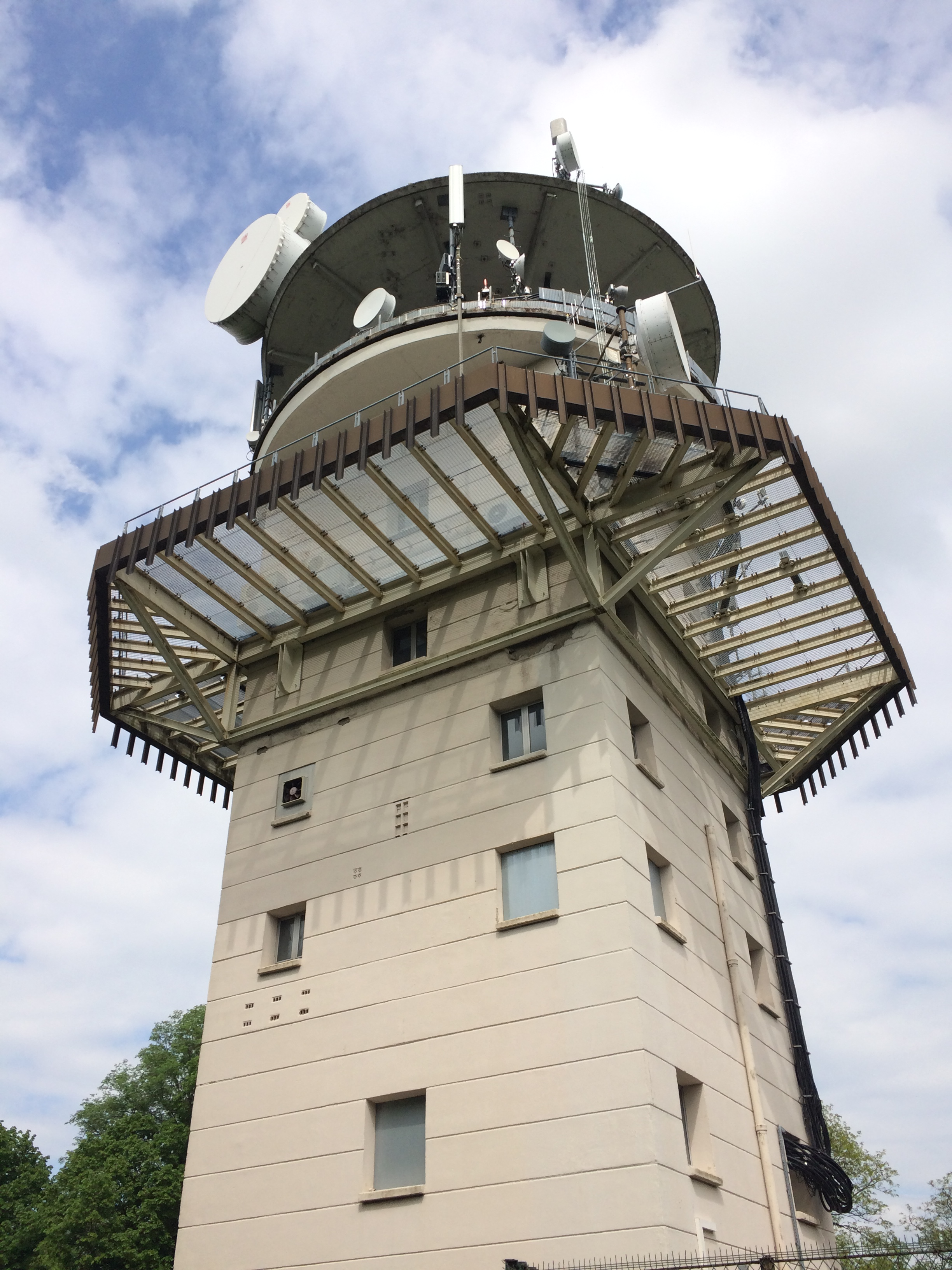
Tour TDF de Scy-Chazelles en Moselle.

### Sites et installations
TDF exploite, parmi ses nombreux sites de diffusion (11 850 dans le monde), les principaux points hauts de France (tour Eiffel, pic du Midi, aiguille du Midi, Puy de Dôme, etc.). Parmi les autres sites d'importance, notons Allouis, qui accueille les émetteurs et pylônes de France Inter en ondes longues (1 852 mètres grandes ondes, diffusion radiophonique arrêtée le 31 décembre 2016, seul le signal horaire continue d'être émis, pylône de 350 m, plus haut que la tour Eiffel) et Issoudun pour la diffusion de Radio France internationale en ondes décamétriques. De nombreux relais sont installés sur le territoire (Tour hertzienne du Vigen, etc.).

### Satellites européens de télévision directe
TDF 1 et 2 étaient deux satellites de télécommunications géostationnaires pour la diffusion de la télévision analogique, développés par Aerospatiale, devenue maintenant Thales Alenia Space ; lancés les 28 octobre 1988 et 24 juillet 1990. Ils furent revendus par la suite à Eutelsat.

## Identité visuelle (logo)

Logo de Télédiffusion de France de 1975 au 7 juin 1987.
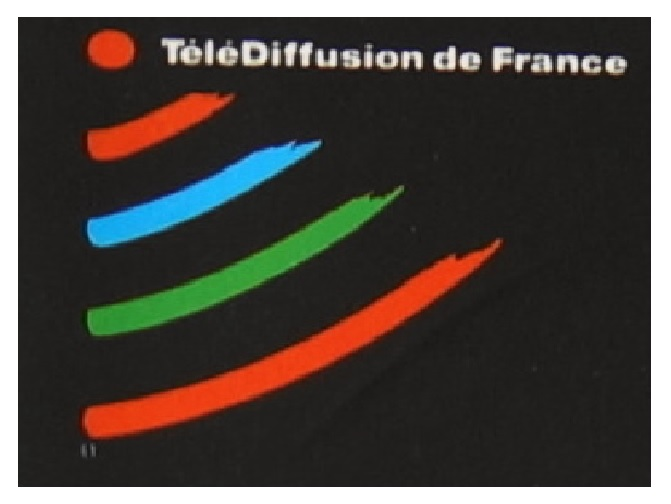
Logo de Télédiffusion de France du 8 juin 1987 à janvier 2001.
Logo de la TDF de janvier 2001 au 24 octobre 2016.
Logo de TDF depuis le 25 octobre 2016.

## Direction